# アントニオ・シャヴィエル
アントニオ・マヌエル・ペレイラ・シャヴィエル（António Manuel Pereira Xavier 、1992年7月6日 - ）は、ポルトガル・ギマランイス出身のプロサッカー選手。CDトンデラ所属。ポジションは、ミッドフィールダー（ウィング）。